# Tofalari
Tofalari (Karagasi; Тофалары, Карагасы), turcizirani samojedski (P. S. Pallas i J. G. Georgi r) ili ketski (V. Rassadin) narod, danas gotovo iščezao, nastanjen u Irkutskoj oblasti u Rusiji, u tajgama sjeverno od planina Sajan, na gornjim pritokama rijeka Ob, Uda, Biryuza, Kan, Gutar i Ia. Tofalari su svojevremeno bili poznati kao Karagasi, a antropološki pripadaju srednjoazijskoj mongoloidnoj rasi. Malenog su rasta (muškarci 160-164 centimetra), tamnije puti, pljosnata lica, usne tanke, a jagodice im nisu jako izražene. Jezik Tofalara najbliži je tuvanskom i pripada sjevernoj grani turkijskih jezika s hakaskim, tuvanskim, dolganskim i jakutskim. prema V. Rassadinu oni mora da su bili ketsko pleme koje je između 6. i 8. stojeća poprimilo turkijski jezik. O njihovoj ranoj povijesti malo je poznato. Pod utjecaj Rusa dolaze 1648 izgradnjom Udinska, no usprkos tome još 1917. među njima su postojala svega dva pismena čovjeka. Negdje 1930-tih godina počinju se za njih graditi škole, no one su na ruskom jeziku, i u njima se propagira ruski jezik i ideologija. Nomadski lovci i sobogojci.

## Vanjske poveznice
- The Tofalars